# Emanuel Stěpanovič Šiffers
Emanuel Stěpanovič Šiffers, rusky Эммануил Степанович Шифферс (4. května 1850, Petrohrad – 12. prosince 1904, tamtéž) byl ruský šachový mistr, přítel a učitel Michaila Ivanoviče Čigorina.
Rodiče Emanuela Šifferse pocházeli z Pruska a neměli ruské občanství. Šiffers je obdržel až roku 1871. V Petrohradě vystudoval gymnázium (1867), ale univerzitu nedokončil. Šachy hrál v kavárně Доменик, kde byl stálým hostem, od roku 1873 byl považován za nejsilnějšího ruského šachistu a stal se učitelem Michaila Ivanoviče Čigorina, ačkoliv byli stejně staří (Čigorin začal se šachem později).
Šiffers dával zpočátku Čigorinovi výhodu jezdce, ale Čigorinova výkonnost prudce stoupala. Roku 1876 na turnaji v Petrohradě skončil již Čigorin za Andrejem Alexandrovičem Ascharinem na druhém místě, zatímco Šiffers se umístil až třetí. Šiffers pak sehrál s Čigorinem Petrohradě čtyři zápasy, z nichž v roce 1878 první prohrál 3:7 a druhý vyhrál 7:6 (=1), ale další dva již opět prohrál, 4:7(=2) roku 1879 a 1:5 (=5) roku 1880, takže mu musel přepustit pověst nejlepšího ruského hráče.
Roku 1887 se Šiffers poprvé zúčastnil mezinárodního šachového turnaje. Byl to turnaj ve Frankfurtu, kde skončil na desátém místě z dvaceti jedna hráčů (turnaj vyhrál George Henry Mackenzie). Na turnaji v Lipsku roku 1894 pak skončil na osmém až devátém místě z osmnácti hráčů (turnaj vyhrál Siegbert Tarrasch).
Roku 1895 dosáhl Šiffers pravděpodobně svého nejlepšího turnajového výsledku, když na silně obsazeném turnaji v Hastingsu obsadil šesté místo z dvaceti dvou hráčů (turnaj vyhrál Harry Nelson Pillsbury).
Roku 1896 sehrál Šiffers v Rostově na Donu zápas s Wilhelem Steinitzem a prohrál 4:6 (=1).
Na prvních dvou ročnících mistrovství Ruska v šachu skončil Šiffers vždy na druhém místě. První mistrovství se hrálo roku 1899 v Moskvě, a turnaj, kterého se zúčastnilo čtrnáct hráčů, vyhrál Čigorin s 10 body před Šiffersem (7,5 bodu). Na dalším ruském šampionátu roku 1901, který se konal opět v Moskvě (tentokrát ale již za účasti osmnácti hráčů) Čigorin svůj titul obhájil se ziskem 16,5 bodu (ze sedmnácti partií), a druhý byl opět Šiffers (14 bodů).
Šiffers byl nazýván ruským učitelem šachu. Vedl šachové rubriky v petrohradských časopisech, roku 1889 měl v Rusku první veřejnou přednášku o šachové teorii, vydal sbírku partií mingrelijského knížete Dadiana1 a napsal knihu Самоучитель шахматной игры (1906, Učebnice šachu pro samouky).